# Pipat Thonkanya
Pipat Thonkanya (en tailandés: พิพัฒน์ ต้นกันยา; rtgs: Phiphat Tonkanya) Provincia de Udon Thani, Tailandia; 4 de enero de 1979) es un exfutbolista y entrenador de fútbol de Tailandia que jugaba en la posición de delantero.

## Carrera

### Club
| Periodo   | Club                     | Apariciones | Goles |
| --------- | ------------------------ | ----------- | ----- |
| 1998–2001 | Rajpracha FC             | 57          | 28    |
| 2002–2004 | Bình Định FC             | 26          | 12    |
| 2005–2006 | Đồng Tháp FC             | 17          | 8     |
| 2006–2007 | BEC Tero Sasana          | 22          | 7     |
| 2007–2008 | PEA FC                   | 28          | 9     |
| 2008–2009 | Thai Port FC             | 29          | 10    |
| 2009–2010 | Persisam Samarinda       | 30          | 10    |
| 2010–2011 | Buriram PEA              | 4           | 1     |
| 2011–2012 | Osotspa Saraburi FC      | 28          | 12    |
| 2012      | Suphanburi FC            | 30          | 15    |
| 2013–2014 | PTT Rayong               | 17          | 9     |
| 2014      | → Chiangmai FC (cedido)  | 15          | 5     |
| 2015      | Phuket FC                | 17          | 5     |
| 2016      | Udon Thani FC            | 11          | 3     |
| 2017      | Amnat United FC          | 9           | 0     |
| 2020–2021 | Pattaya Discovery United | 10          | 1     |

### Selección nacional
Jugó para Tailandia en 30 ocasiones de 2000 a 2011 y anotó 13 goles; participó en dos ediciones de la Copa Asiática.

## Logros

### Club
- Liga de Tailandia (1): 2008
- T&T Cup (1): 2008

### Selección nacional
- Copa Tigre (1): 2000

### Individual
- Goleador de la Liga de Tailandia en 2006.

## Estadísticas

### Goles con selección nacional
| #   | Fecha      | Sede               | Rival           | Resultado | Torneo                                   |
| --- | ---------- | ------------------ | --------------- | --------- | ---------------------------------------- |
| 1.  | 25-2-2000  | Bangkok, Tailandia | Estonia         | 2–1       | King's Cup 2000                          |
| 2.  | 25-2-2000  | Bangkok, Tailandia | Estonia         | 2–1       | King's Cup 2000                          |
| 3.  | 27-2-2000  | Bangkok, Tailandia | Finlandia       | 5–1       | King's Cup 2000                          |
| 4.  | 4-4-2000   | Bangkok, Tailandia | Corea del Norte | 5–3       | Clasificación para la Copa Asiática 2000 |
| 5.  | 28-12-2006 | Bangkok, Tailandia | Kazajistán      | 2–2       | King's Cup 2006                          |
| 6.  | 30-12-2006 | Bangkok, Tailandia | Vietnam         | 3–1       | King's Cup 2006                          |
| 7.  | 14-1-2007  | Bangkok, Tailandia | Filipinas       | 4–0       | Campeonato de Fútbol de la ASEAN 2007    |
| 8.  | 24-1-2007  | Hanói, Vietnam     | Vietnam         | 2–0       | Campeonato de Fútbol de la ASEAN 2007    |
| 9.  | 31-1-2007  | Singapur           | Singapur        | 1–2       | Campeonato de Fútbol de la ASEAN 2007    |
| 10. | 4-2-2007   | Bangkok, Tailandia | Singapur        | 1–1       | Campeonato de Fútbol de la ASEAN 2007    |
| 11. | 16-6-2007  | Bangkok, Tailandia | China           | 1–0       | Amistoso                                 |
| 12. | 12-7-2007  | Bangkok, Tailandia | Omán            | 2–0       | Asian Cup 2007                           |
| 13. | 12-7-2007  | Bangkok, Tailandia | Omán            | 2–0       | Asian Cup 2007                           |